# Medalla del Centenario de David Livingstone

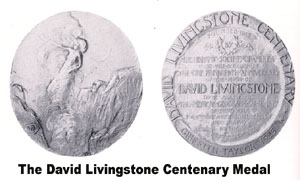
La Medalla del centenario de Livingstone

La Medalla del Centenario de David Livingstone se fundó por iniciativa de la Hispanic Society of America en marzo de 1913, en el centenario del nacimiento del gran viajero africano el Dr. David Livingstone. La medalla la concede la American Geographical Society "por un logro científico en el campo de la Geografía del hemisferio sur". Gutzon Borglum, escultor del monte Rushmore, fue el diseñador de la medalla.

## Premiados
- 1916 Douglas Mawson
- 1917 Manuel Vicente Ballivian
- 1917 Theodore Roosevelt
- 1918 Candido Rondon
- 1920 William Speirs Bruce
- 1920 Alexander Hamilton Rice
- 1923 Griffith Taylor
- 1924 Frank Wild
- 1925 Luis Riso Patrón
- 1926 Erich von Drygalski
- 1929 Richard Evelyn Byrd
- 1930 Laurence M. Gould
- 1930 José María Sobral
- 1931 Hjalmar Riiser-Larsen
- 1935 Lars Christensen
- 1936 Lincoln Ellsworth
- 1939 John R. Rymill
- 1945 Isaiah Bowman
- 1948 Frank Debenham
- 1950 Robert L. Pendleton
- 1952 Carlos Delgado de Carvalho
- 1956 George McCutchen McBride
- 1958 Paul Allman Siple
- 1960 William E. Rudolph
- 1965 Bassett Maguire
- 1966 Preston E. James
- 1968 William H. Phelps, Jr.
- 1972 Akin L. Mabogunje
- 1985 James J. Parsons
- 1987 Calvin J. Heusser
- 1988 Jane M. Soons
- 2001 Bertha Becker